# Cuerpo escombro
Cuerpo escombro és una pel·lícula espanyola de comèdia de 2024, dirigida per Curro Velázquez, amb guió de Patricia Trueba i el mateix director. És protagonitzada per Dani Rovira, Cassandra Ciangherotti, Ernesto Sevilla, Omar Chaparro, María Hervás, El Langui, Antonio Resines, Marta Fernández Muro, Tito Valverde i Leo Harlem. Es va exhibir per primer cop al Festival Ibèric de Cinema l'11 de juliol de 2024, i després es va estrenar en cinemes el 9 d'agost de 2024, amb distribució de Buena Vista International España. S'ha subtitulat al català.

## Sinopsi
Davant els problemes per a trobar feina i embolicat pel seu germà Fermín (Ernesto Sevilla), en Javi (Dani Rovira) es fa passar per discapacitat per a aconseguir un lloc que necessita desesperadament. Però fingir paràlisi cerebral és més complicat del que sembla, sobretot quan s'enamora de la seva cap.

## Repartiment
- Dani Rovira com a Javi
- Cassandra Ciangherotti com a Bea
- Ernesto Sevilla com a Fermín
- Omar Chaparro com a Ricardo
- María Hervás com a Mari Carmen
- El Langui com a Paco
- Antonio Resines com a Agustín
- Marta Fernández Muro com a Marisa
- Tito Valverde com un metge
- Leo Harlem com un taxista

## Producció
La idea rere de Cuerpo escombro va néixer quan el director i guionista de la pel·lícula, Curro Velázquez, va sentir un veí de la seva comunitat negar-se a adaptar la seva piscina perquè un propietari amb discapacitat la pogués utilitzar, la qual cosa li va donar la idea de realitzar una pel·lícula de comèdia que pogués conscienciar sobre les dificultats a les quals s'enfronten les persones amb discapacitat. L'octubre de 2023, es va anunciar que la pel·lícula, la qual seria protagonitzada per Dani Rovira i produïda per Morena Films, estava buscant persones amb discapacitat a Bilbao per a actuar en la pel·lícula. A més de Rovira, també es va anunciar que Ernesto Sevilla, Cassandra Ciangherotti, El Langui i Omar Chaparro formarien part del repartiment. El rodatge de la pel·lícula va començar el febrer de 2024 a Bilbao, durant sis setmanes.
El pressupost total de Cuerpo escombro va ser de 4,2 milions d'euros, incloent-hi 1,2 milions procedents de les ajudes generals de l'ICAA.

## Estrena i màrqueting
El desembre de 2023, dos mesos abans de començar el rodatge de la pel·lícula, Buena Vista International España va programar l'estrena de Cuerpo escombro als cinemes d'Espanya per al 9 d'agost de 2024. El 6 de juny de 2024, Buena Vista va llançar el pòster i el tràiler final de la pel·lícula. L'11 de juliol de 2024, la pel·lícula es va exhibir per primer cop al Festival Ibèric de Cinema.